# Živanice
Živanice är en ort i Tjeckien.   Den ligger i regionen Pardubice, i den centrala delen av landet, 90 km öster om huvudstaden Prag. Živanice ligger 218 meter över havet och antalet invånare är 817.
Terrängen runt Živanice är platt.Runt Živanice är det ganska tätbefolkat, med 111 invånare per kvadratkilometer. Närmaste större samhälle är Pardubice, 9,4 km öster om Živanice. Omgivningarna runt Živanice är en mosaik av jordbruksmark och naturlig växtlighet.